# Ujazdowski-Park
Der Ujazdowski-Park (polnisch Park Ujazdowski) ist ein Park in Warschau, errichtet im 19. Jahrhundert. Der Garten schließt sich  an den Schloss Ujazdów an. 

## Geschichte
Der Garten wurde 1893–1896 hinter dem Schloss Ujazdów im englischen Stil angelegt. Franciszek Szanior gestaltete ihn. Im Zweiten Weltkrieg  wurde er durch Kämpfe des Warschauer Aufstands in Mitleidenschaft gezogen. Nach dem Krieg wurde er wieder restauriert. Im Park befinden sich mehrere Skulpturen und Denkmäler sowie der Ujazdowski-See.

## Nachweise
- Homepage

Koordinaten: 52° 13′ 19″ N, 21° 1′ 32″ O